# Mons (Puy-de-Dôme)
Mons é uma comuna francesa na região administrativa de Auvérnia-Ródano-Alpes, no departamento de Puy-de-Dôme. Estende-se por uma área de 13,82 km². Em 2010 a comuna tinha 553 habitantes (densidade: 40 hab./km²).